# Jerónimo do Barco da Soledade
Jerónimo do Barco da Soledade, O.F.M. Ref. (Barco, 1774 - Lisboa, 30 de junho de 1852) foi um prelado português da Igreja Católica, bispo de Santiago de Cabo Verde.

## Biografia
Fez sua profissão no Convento do Calvário do Bom Jesus da Franqueira da Província da Soledade, sendo ordenado padre em 22 de dezembro de 1798.
Em 13 de maio de 1818, foi eleito como bispo de Santiago de Cabo Verde, sendo seu nome foi confirmado em 21 de fevereiro de 1820. Nada se sabe de sua consagração.
Chegou na Diocese em 1821 e realizou diversas visitas pastorais, além da reforma do Paço Episcopal da Ribeira Grande, que se encontrava em ruína e a construção, contíguo ao mesmo Paço, do edifício do Seminário, ambos às suas expensas. Foi eleito para as Cortes Gerais e Extraordinárias da Nação Portuguesa em 1820, em que pediu diversas melhorias para a Diocese, tanto do ponto de vista eclesiástico como educacional e de equipamentos.
Eleito novamente para as Cortes de Lisboa em 1826, regressou a Metrópole e novamente apresentou projetos visando a melhoria da Diocese.
Com a saúde já abalada e aproveitando estar em Portugal, apresentou sua renúncia em 1829, que foi aceita em 27 de dezembro de 1831. Em 19 de dezembro de 1838, foi nomeado para uma comissão que iria examinar diversas propostas de melhorias do comércio da Guiné.
Faleceu no antigo Palácio dos Duques de Cadaval de Lisboa, onde se hospedava, em 30 de junho de 1852. Foi sepultado na Capela da Nossa Senhora da Conceição da Carreira, no Paço da Bemposta.